# Can't Let Go
Singles de Mariah Carey
Emotions
(1991) Make It Happen
(1991)
Can't Let Go est une chanson de la chanteuse américaine Mariah Carey, sortie le 23 octobre 1991, qui officie en tant que second extrait de son second opus Emotions. Le titre est écrit et composé par Mariah Carey et Walter Afanasieff.

## Structure musicale
Can't Let Go est une ballade, avec des paroles tristes et nostalgiques.
L'introduction présente plusieurs changements d'accord et s'inspire des ballades des années 1950. Dans la première moitié de la chanson, Carey chante dans son registre le plus grave et rauque puis va en crescendo et finit sur sa voix de sifflet.
Un radio edit du titre a été produit pour les diffusions radios ainsi que pour le clip vidéo à la place de la version présente sur l'album : l'intro y est raccourcie et les "high notes" de Mariah Carey sont supprimées.

## Accueil

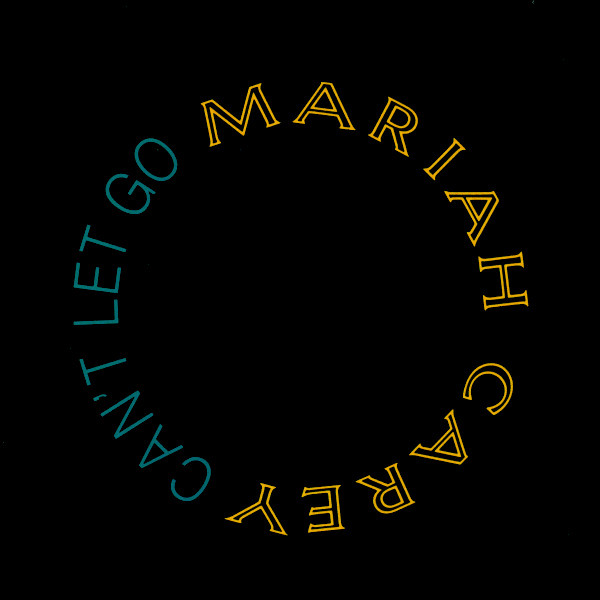
American CD single promotionnel

Le second single, Can't Let Go, atteint la seconde place du Hot 100 et manque de devenir son sixième numéro un à cause des restrictions de Columbia sur ses ventes pour doper celles de l'album.
Si elle est numéro trois au Canada, Can't Let Go n'a aucun succès en Europe et atteint le top 20 au Royaume-Uni.
Can't Let Go a remporté un BMI Pop Award en 1993.

## Clip vidéo
Le vidéoclip est réalisé par Jim Sonzero. Il est filmé en noir et blanc et dévoile Mariah Carey, près d'une fontaine avec des roses blanches.

## Promotion
Elle chante Can't Let Go lors des émissions Saturday Night Live et The Today Show.

## Format et liste des pistes
CD single
1. "Can't Let Go" (Single Version)
2. "To Be Around You"

CD maxi-single Européen #1
1. "Can't Let Go" (Single Version)
2. "To Be Around You"
3. "The Wind"

CD maxi-single Européen #2
1. "Can't Let Go" (Single Version)
2. "I Don't Wanna Cry"
3. "All in Your Mind"

## Crédits
- Mariah Carey - productrice, auteure-compositrice-interprète
- Walter Afanasieff - coproducteur, auteur

## Classement
| Chart (1991–92)                    | Peak position |
| ---------------------------------- | ------------- |
| Australie Singles Chart            | 63            |
| Canada Singles Chart               | 3             |
| Pays-Bas Singles Chart             | 77            |
| Royaume-Uni Singles Chart          | 20            |
| US Billboard Hot 100               | 2             |
| US Billboard Hot R&B/Hip-Hop Songs | 2             |
| US Billboard Adult Contemporary    | 1             |

| End of year chart (1992) | Position |
| ------------------------ | -------- |
| U.S. Billboard Hot 100   | 23       |